# Catapariprosopa cilipes
Catapariprosopa cilipes là một loài ruồi trong họ Tachinidae.